# 滨松国际钢琴比赛
滨松国际钢琴比赛（日語：浜松国際ピアノコンクール）是在日本静冈县滨松市举办的钢琴比赛。

## 概要
此国际性钢琴比赛是滨松市政府1991年为纪念该市成立80周年而创立的，之后每三年一届定期举行。第三届比赛结束后，于1998年加盟总部设在日内瓦的国际音乐比赛世界联盟（World Federation of International Music Competition-简称WFIMC），成为亚洲唯一加盟该组织的钢琴比赛。一等奖获奖者除奖金之外，还获得至少10次在日本及海外举办演奏会的机会。

## 沿革
- 1991年：第一届
- 1994年：第二届
- 1997年：第三届
- 1998年：加盟国际音乐比赛世界联盟(WFIMC)
- 2000年：第四届
- 2003年：第五届
- 2006年：第六届
- 2009年：第七届
- 2012年：第八届
- 2015年：第九届
- 2018年：第十届
- 2021年：第十一届（因COVID-19取消）

## 历届主要获奖者
第一届：
- 巴巴扬／Sergei BABAYAN（亚美尼亚）第一名。之后获1992年意大利布索尼国际钢琴比赛第三名。
- 麦克德莫特／Annie Marie McDERMOTT（美国）第二名和日本人作品最佳演奏奖
- 许忠／XU Zhong（中国）第三名

第二届：
- 里亚朵夫／Victor LIADOV（俄罗斯）第一名
- 潘皮利／Enrico POMPILI（意大利）第二名
- 蔻儿／Naida COLE（加拿大）第三名和日本人作品最佳演奏奖。之后获1997年美国范·克莱本国际钢琴比赛最佳室内乐奖。
- 柴田彩子／SHIBATA Ayako（日本）第三名。之后获1995年葡萄牙波尔图国际音乐比赛第一名。

第三届：
- 巴克斯／Alessio BAX（意大利）第一名。之后获2000年英国利兹国际钢琴比赛第一名。
- 科恩／Oliver KERN（德国）第二名
- 塔拉索夫／Sergei TARASOV（俄罗斯）第三名和日本人作品最佳演奏奖

第四届：
- Alexander GAVRYLYUK（乌克兰）第一名。之后获2005年以色列阿图尔·鲁宾斯坦国际钢琴比赛第一名。
- 林东海／LIM Dong-Hyek（韩国）第二名。之后获2001年法国隆·提博国际音乐比赛钢琴部门第一名。
- 上原彩子／UEHARA Ayako（日本）第二名和日本人作品最佳演奏奖。之后获2002年俄罗斯柴可夫斯基国际钢琴比赛第一名。
- 科恩／Olga KERN（俄罗斯）第三名。之后获2001年美国范·克莱本国际钢琴比赛第一名。
- Ferenc VIZI（罗马尼亚）第四名
- 阿米洛夫／Feodor AMIROV（俄罗斯）第五名

第五届：
- 布莱哈奇／Rafal BLECHACZ（波兰）第二名。之后获2005年波兰肖邦国际钢琴比赛第一名。
- 科布林／Alexander KOBRIN（俄罗斯）第二名。之后获2005年美国范·克莱本国际钢琴比赛第一名。
- 沙洛夫／Sergei SALOV（乌克兰）第三名。之后获2004年加拿大蒙特利尔国际音乐比赛第一名。
- 关本昌平／SEKIMOTO Shohei（日本）第四名
- 须藤梨菜／SUDO Rina（日本）第四名
- 铃木弘尚／SUZUKI Hironao日本）第五名
- 德沙尔姆／Romain DESCHARMES（法国）日本人作品最佳演奏奖

第六届：
- 格尔拉奇／Alexej GORLATCH（乌克兰）第一名和日本人作品最佳演奏奖。之后获2009年英国利兹国际钢琴比赛第一名。
- 库兹涅佐夫／Sergey KUZNETSOV（俄罗斯）第二名
- 金泰亨／KIM Tae-Hyung（韩国）第三名
- 北村朋幹／KITAMURA Tomoki（日本）第三名
- 王淳／WANG Chun（中国）第五名
- 萨拉托弗斯基／Nikolay SARATOVSKY（俄罗斯）第六名

第七届：
- 赵成珍／CHO Seong-Jin（韩国）第一名和日本人作品最佳演奏奖。之后获2011年俄罗斯柴可夫斯基国际钢琴比赛第三名及2015年波兰肖邦国际钢琴比赛第一名。
- 加萨诺夫／Elmar GASANOV（俄罗斯）第二名
- HUH Jae-Weon（韩国）第三名
- 弗朗索瓦·杜蒙／François DUMONT（法国）第四名
- KIM Hyun-Jung（韩国）第五名
- 安荣洙／ANN Soo-Jung（韩国）第六名
- Alessandro TAVERNA（意大利）日本人作品最佳演奏奖

第八届：
- 拉什科夫斯基／Ilya RASHKOVSKIY（俄罗斯）第一名
- 中桐望／Nozomi NAKAGIRI（日本）第二名
- 佐藤卓史／Takashi SATO（日本）第三名
- 茨布列娃／Anna TCYBULEVA（俄罗斯）第四名。之后获2015年英国利兹国际钢琴比赛第一名。
- KIM Joon（韩国）第五名
- 内匠慧／TAKUMI Kei（日本）第六名和日本人作品最优秀演奏奖

第九届
- 加吉耶夫／Alexander GADJIEV（意大利-斯洛文尼亚）第一名。之后获2021年波兰肖邦国际钢琴比赛并列第二名及最佳奏鸣曲演奏奖。
- 罗帕廷斯基／Roman LOPATYNSKYI（乌克兰）第二名
- 丹尼尔-徐／Daniel HSU（美国）第三名
- 梅尔尼考夫／Alexei MELNIKOV（俄罗斯）第三名
- 默扎／Alexia MOUZA（希腊-委内瑞拉）第三名
- Florian MITREA（罗马尼亚）第四名
- 安德烈耶夫／Igor ANDREEV（俄罗斯）日本人作品最佳演奏奖

第十届
- Can CAKMUR（土耳其）第一名
- 牛田智大／USHIDA Tomoharu（日本）第二名
- 李赫／LEE Hyuk（韩国）第三名
- 今田笃／IMADA Atsushi（日本）第四名
- 务川慧悟／MUKAWA Keigo（日本）第五名。之后获2019年法国隆·提博国际音乐比赛钢琴部门第二名。
- 安并贵史／YASUNAMI Takashi（日本）第六名
- 梅田智也／UMEDA Yomoya（日本）日本人作品最佳演奏奖

## 日本人获奖者
- 第1回 - 南云龙太郎（第4位）、长尾洋史（第5位）、三轮郁（鼓励获）
- 第2回 - 柴田彩子（第3位）
- 第3回 - 大崎結真（第5位）
- 第4回 - 上原彩子（第2位、日本人作品最佳演奏获）、奈良希爱（鼓励获）
- 第5回 - 关本昌平、须藤梨菜（ともに第4位）、铃木弘尚（第5位）
- 第6回 - 北村朋幹（第3位）
- 第7回 - 尾崎有飞（鼓励获）
- 第8回 - 中桐望（第2位）、佐藤卓史（第3位、室内楽获）、内匠慧（第6位、日本人作品最佳演奏获）
- 第9回 - 三浦谦司（鼓励获）
- 第10回 - 牛田智大（第2位、聴衆获）、今田篤（第4位）、务川慧悟（第5位）、安并贵史（第6位）、梅田智也（日本人作品最佳演奏获）